# Daphne acutiloba
Daphne acutiloba är en tibastväxtart som beskrevs av Alfred Rehder. Daphne acutiloba ingår i släktet tibaster, och familjen tibastväxter. Inga underarter finns listade i Catalogue of Life.